# Bertrand des Bordes
Pour les articles homonymes, voir Bordes.
Bertrand de Bordes (parfois orthographié des Bordes) est un cardinal français né dans le Condomois et mort en 1311 à Avignon. Son père, Guillaume-Arnaud de Bordes, était un chevalier gascon issu d'une famille reconnue pour son dévouement envers le Roi de France lors de la Guerre de Cent Ans. Ses frères cadets, Guillaume et Pierre, reçurent respectivement le siège épiscopal de Lectoure et la seigneurie de Launac (par don de Philippe le Bel).

## Biographie
Après avoir fait ses humanités à Agen, il fréquenta les universités de Boulogne et d'Orléans, en compagnie d'Arnaud d'Aux, qui deviendra lui aussi cardinal. Il s'installa comme chanoine de Lectoure, à la suite de son ordination sacerdotale. 
Rapidement reconnu pour son charisme et son talent de commandement, il est élu évêque d'Albi en remplacement de Bernard de Castanet, en 1307 ou en 1308. Il renforça l'autorité épiscopale dans son diocèse et se fit le défenseur des droits et des privilèges de l'Église face aux seigneurs albigeois.
Également intransigeant dans le domaine spirituel, il fut créé cardinal, lors d'un consistoire de 1309, par le pape Clément V dont il était assez proche, puis accéda à la charge de camerlingue de la Sainte Église. 
Il mourut peu après son admission au Sacré Collège, le 12 septembre 1311. Ses restes obtinrent le rare privilège d'aller partager la sépulture du pape dans la collégiale Notre-Dame d'Uzeste, ruinée en partie en 1558, lors des Guerres de Religion.